# Güzelsu
Güzelsu (kurd. Xoşap) ist eine Kleinstadt in Südostanatolien. Sie liegt im Landkreis Gürpınar der türkischen Provinz Van rund 40 km östlich von Gürpınar auf knapp 2000 m über dem Meeresspiegel. Güzelsu hatte im Jahr 2010 1.756 Einwohner, ist aber gleichzeitig der Hauptort des gleichnamigen Bucak, der 31 Dörfer umfasst und im selben Jahr 20.762 Einwohner hatte.
Güzelsu („Schönes Wasser“) liegt am Fuße der Burgruine Hoşap, deren Name persischen Ursprungs ist und ebenfalls „Schönes Wasser“ bedeutet.  Hoşab war der frühere Name der Ortschaft. Die Verwaltungseinheit hieß Mamüretülhamid („Die Stadt Hamids“), nach dem osmanischen Regenten Abdülhamid II.